# Alvis Crested Eagle
La Alvis Crested Eagle è un'autovettura di lusso prodotta dalla casa automobilistica britannica Alvis dal 1933 al 1940 in 602 esemplari.

## Il contesto
All'inizio degli anni trenta del XX secolo la gamma Alvis era costituita da modelli con motore a quattro cilindri appartenenti alla fascia medio-bassa e da modelli con motore a sei cilindri appartenenti alla fascia media. A causa dei metodi di produzione tradizionali e dell'elevata percentuale di lavoro manuale per realizzare i suoi modelli, la Alvis subì una crescente pressione sui prezzi causata dai produttori di veicoli concorrenti, che facevano sempre più affidamento sulla produzione su larga scala grazie alla catena di montaggio. D'altra parte, negli anni successivi alla Grande depressione degli anni venti del XX secolo, con la crescente prosperità delle classi sociali medie e alte, crebbe la domanda di modelli più grandi, più potenti e dal carattere sportivo o di rappresentanza.
La Alvis per tali motivi, a partire dal 1932, decise di ampliare la gamma con il lancio della Speed 20 cui seguì, nel maggio 1933, la lussuosa Crested Eagle, vettura destinata a uno scopo di rappresentanza. Il nome del modello significa "aquila crestata", animale di alto rango, che in araldica è spesso usato come simbolo di potere, forza e superiorità. Il nome del modello continuò la tradizione di nomenclatura iniziato con il modello di fascia media Alvis Silver Eagle, introdotto nel 1930.

## Caratteristiche tecniche

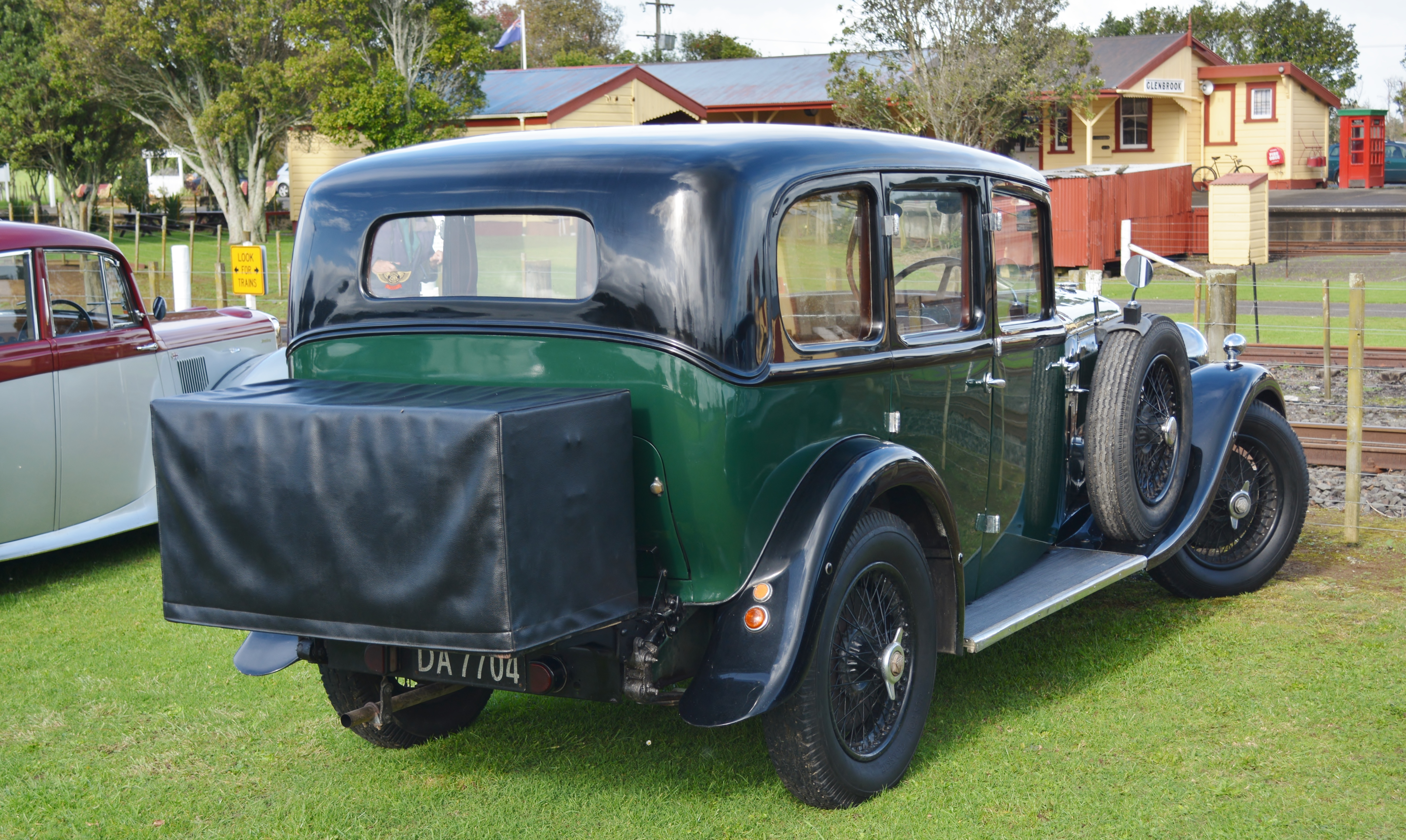
Il retro di una Alvis Crested Eagle versione berlina del 1934

Tutte le varianti della Crested Eagle hanno in comune un motore in linea a sei cilindri a varie cilindrate con raffreddamento ad acqua con distribuzione a valvole in testa installate dietro l'assale anteriore. Comuni a tutte le varianti sono un telaio separato, un assale posteriore rigido con molle a balestra longitudinali semiellittiche, e un assale anteriore a ruote indipendenti con molla a balestra trasversale semiellittica, che la Alvis introdusse nel 1933 per i modelli Crested Eagle e Speed 20 SB. Tutte le varianti hanno una carreggiata di 1.422 mm, che fu introdotta nel 1932 per la Speed 20 SA e che successivamente fu utilizzata anche sulla Speed 25, sulla 4.3 litre e sulla Silver Crest.
Tutte varianti della Crested Eagle erano disponibili in versioni berlina, limousine, cabriolet e turismo. Nello specifico, la versione limousine ha un passo di 3.353 mm, mentre la berlina di 3.124 mm. Le carrozzerie erano prodotte esternamente alla Alvis, con le berline che erano realizzate dalla carrozzeria Charlesworth Bodies, le limousine dalla Mayfair Carriage Co, le turismo dalla REAL, le cabriolet dalla Vanden Plas, dalla Cross & Ellis, dalla Carlton Carriage Company e dalla Charlesworth Bodies.
La versione limousine con autista, e la versione berlina a sei finestrini e passo di oltre tre metri, appartengono alla categoria delle automobili di lusso. Anche la ricercatezza delle finiture e i materiali degli interni fanno ricadere la Crested Eagle in questa categoria. D'altra parte, la versione di più basso livello, che ha un motore a sei cilindri relativamente piccolo, a seconda della carrozzeria e dell'equipaggiamento, rientra nella categoria delle automobili di classe medio-alta.

## Le serie prodotte

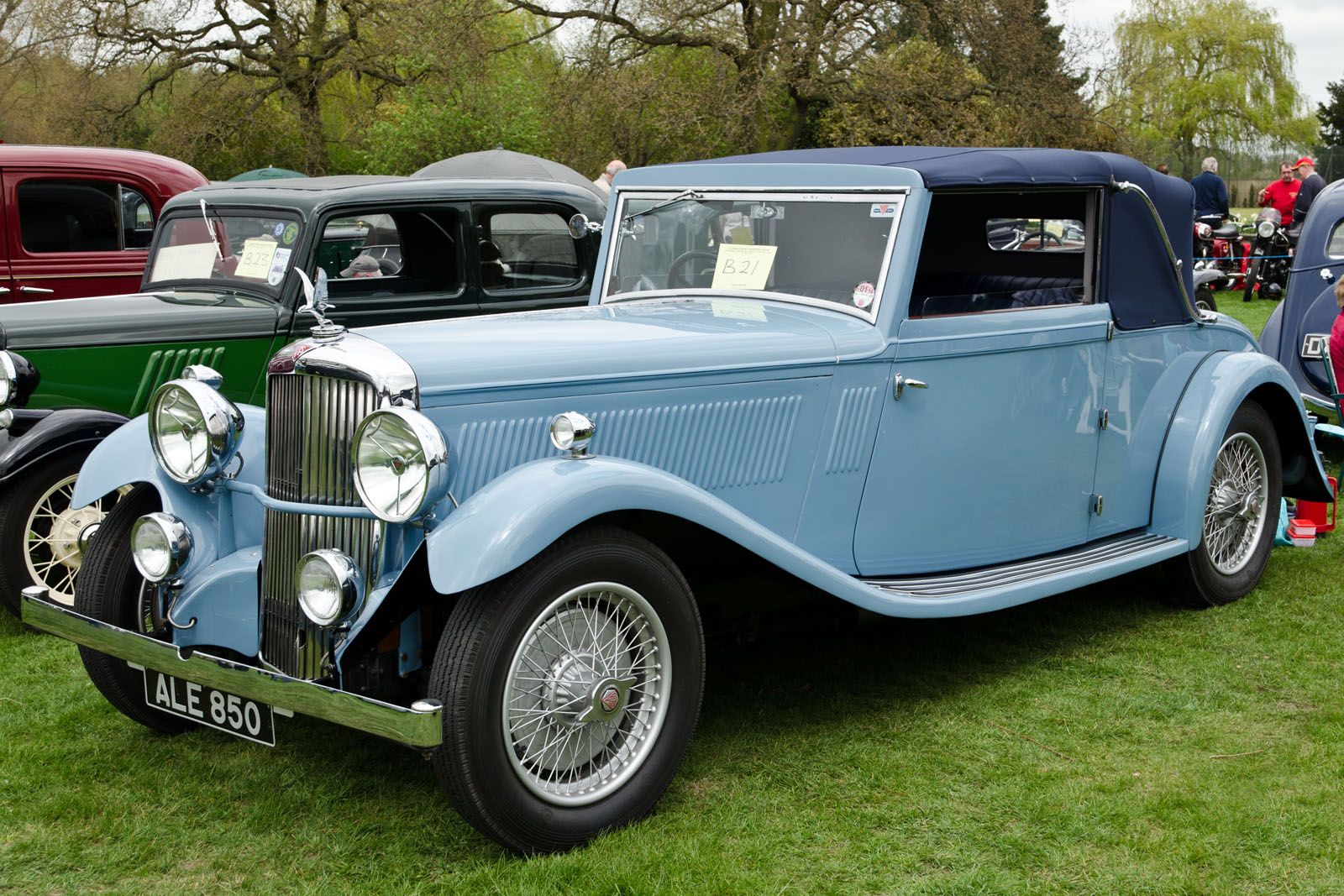
Una Alvis Crested Eagle coupé con carrozzeria speciale di Vanden Plas del 1933

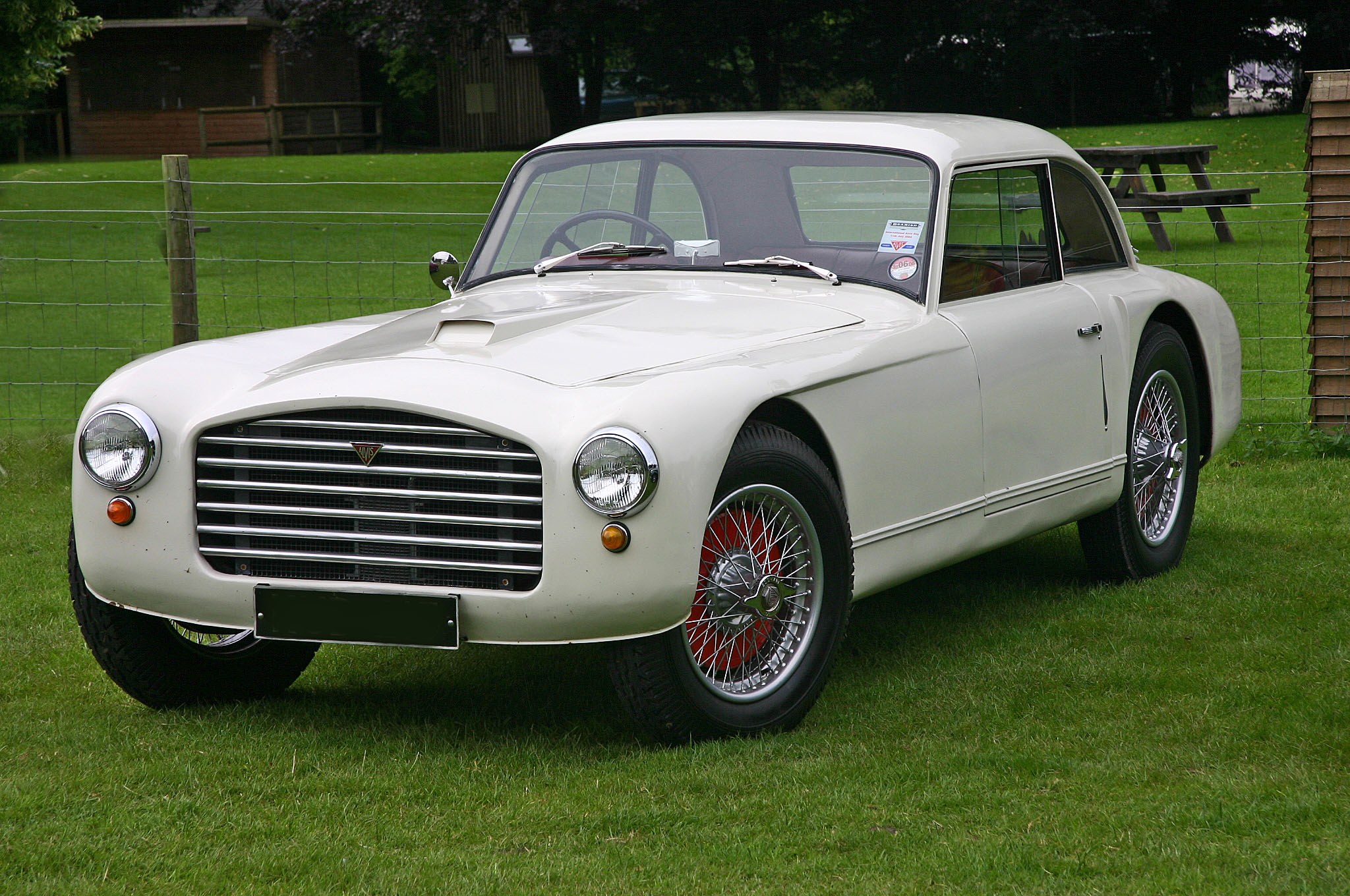
Una Alvis Crested Eagle coupé del 1933 ricarrozzata negli anni cinquanta del XX secolo dal carrozziere Paramount

La Crested Eagle è disponibile in diverse serie, che differiscono principalmente per il motore e il passo. 

### Dal 1933 al 1936
Nel maggio 1933 furono lanciate sul mercato le prime due serie prodotte, a cui fu dato il nome TD e TE. La TD ha un passo di 3.353 mm e una lunghezza di 4.801 mm, mentre la TE ha un passo di 3.124 mm e una lunghezza di 4.572 mm. La TD è disponibile con due diversi motori, uno avente una cilindrata di 2.511 cm³ (alesaggio × corsa = 73 mm × 100 mm) e uno da 2.762 cm³ (alesaggio × corsa = 73 mm × 110 mm). Quest'ultimo fornisce una potenza di 77 CV (56,6 kW) a 3.920 giri/min. La TE è stata successivamente equipaggiata con il motore da 2,15 litri della Silver Eagle, che ha una cilindrata di 2.148 cm³ (alesaggio × corsa = 67,5 mm × 100 mm) che eroga una potenza di 72 CV (53 kW). Tutti e tre i motori sono dotati di tre carburatori SU. Le velocità massime della TE e della TD sono, rispettivamente, 113 km/h e 118,5 km/h. 
Secondo alcune fonti la TE è rimasta in produzione solo nel 1933, anno del suo lancio, la TD fino al 1934, mentre dal 1935 al 1936 non venne prodotta nessuna serie di Crested Eagle. Altre fonti invece riportano che la TE fu prodotta dal 1933 fino al 1935.
Nel 1936 seguirono le serie TF e TG, la prima con il motore da 2,8 litri già utilizzato dalla Speed 20 SC e un solo con un solo Solex - invece dei tre carburatori SU delle serie precedenti. Delle due, la TF è la variante con il passo più corto, 3.124 mm, mentre la TG è la serie lunga con un passo di 3.353 mm.

### Dal 1937 al 1940
Nel 1937 furono introdotte le serie TJ, TK, TA e TB. La carreggiata rimase invariata, mentre la larghezza fu aumentata da 1.689 mm a 1.778 mm. Le serie TJ e TK hanno continuato a utilizzare il motore da 2,8 litri, mentre le altre due serie, invece, un propulsore con cilindrata di 3.571 cm³ (alesaggio × corsa = 83 mm × 110 mm) e potenza di 106 CV (78 kW) a 3800 giri/min. Tale motore era già montato sulla sportiva Speed 25 SB, lanciata l'anno precedente. Le serie TA e TB raggiungono una velocità massima di 134,5 km/h, mentre la TJ e la TK i 118,5 km/h. 
La TA e la TB uscirono di produzione nel 1937, anno del loro lancio, venendo sostituite dalle leggermente riviste TC e TD, i cui motori sono il medesimo di quello già montato sulla Speed 25 SC. La produzione delle TJ, TK, TC e TD terminò nel 1939 a causa dello scoppio della seconda guerra mondiale senza essere sostituite da un modello successore. Solo un esemplare fu terminato nel 1940.